# Adelia oaxacana
Adelia oaxacana là một loài thực vật có hoa trong họ Đại kích. Loài này được (Müll.Arg.) Hemsl. mô tả khoa học đầu tiên năm 1883.